# Kanton Rijsel-Zuidwest
Rijsel-Zuidwest (Frans: Lille-Sud-Ouest) is een voormalig kanton van het Franse Noorderdepartement. Het kanton maakte deel uit van het arrondissement Rijsel.
Het kanton omvatte uitsluitend een deel van de gemeente Rijsel.